# 한국에어텍항공직업전문학교
한국에어텍항공직업전문학교(韓國에어텍航空職業專門學校, Korea Airtech Occupational Training College는 서울특별시 강서구에 위치한 
항공정비 전문 양성 직업전문학교이다.

## 연혁
- 1997년 : 현 성준항공 설립 / 항공기 사용사업등록
- 1998년 : 항공조종사 전문교육기관 인가(국토교통부)
- 1999년 : 항공정비사과정 전문교육기관 지정(국토교통부)
- 2000년 : 인천기능대학과 산학협력 체결
- 2003년 : 러시아 모스크바 국립항공대학교와 협약 체결
- 2005년 : 항공정비사 면허 실시 시험장 협약 체결(교통안전공단)
- 2006년 : 학점은행제 평가 인정기관 지정(국가평생교육진흥원)
- 2010년 : 김포공항 캠퍼스 확장
- 2012년 : 미국 JC Academy와 업무 협약 체결
- 2013년 : 중국 익룡항공, 구천비행학교, 하얼빈 이공대학과 협약
- 2014년 : 김포공항 업무시설 내 제2캠퍼스 확장
- 2015년 : 제주항공, 티웨이항공, 중국 희동롱용항공사와 업무 협약
- 2017년 : 제 3 캠퍼스 확장
- 2018년 : 국내최초 보잉737NG 기종교육 인가(국토교통부)
- 2018년 : 진에어, 에어필립과 산학협력 체결
- 2019년 : 국토교통부 장관 표창(보잉737NG)
- 2020년 : 인하공전과 업무 협약 체결
- 2021년 : 하이에어와 업무 협약 체결
- 2022년 : 서울디지털문화예술대학교와 업무 협약 체결
- 2023년 : 김포공항동 캠퍼스 확장
- 2024년 : 독일, 호주, 일본 등 다양하게 해외 항공사로 학생들 취업
- 2025년 : 학위과정 48명, 고교위탁 48명 정원

## 교육편제
다음은 2025년 기준, 한국에어텍항공직업전문학교의 교육과정 일람이다.
- 항공정비사 면허과정, 2년제 학위과정(고교졸업생 참여 가능)
- 항공산업기사 자격증 취득 과정, 고교 위탁 과정(고3학생 참여 가능)
- 보잉737NG 기종교육과정, 국비과정(항공정비사 면허 취득 학생 참여 가